# Ogród zoologiczny w Zagrzebiu
Ogród zoologiczny w Zagrzebiu (Zoološki vrt grada Zagreba) – zoo znajdujące się w Parku Maksimir w Zagrzebiu. 

## Historia
Zoo w Zagrzebiu zostało otwarte 17 czerwca 1925 roku. Założycielem był chorwacki inżynier Mijo Filipović. Przekonał on ówczesnego burmistrza Zagrzebia Vjekoslava Heinzla przekazania na potrzeby ogrodu wyspy w istniejącym od 1794 roku Parku Maksimir. W momencie otwarcia ogród nazywany "szkółką zoologiczną" miał trzy sowy i dwa lisy. Dotacje i darowizny spowodowały, że w 1926 roku mieszkało tam już 320 zwierząt i ogród trzeba było poszerzyć. W 1928 roku, aby zdobyć pieniądze na funkcjonowanie i rozwój ogrodu Mijo Filipović poprosił swojego przyjaciela architekta Otto Pristera o pomoc i udostępnienie za darmo swojego ogrodu. Dom znajdował się w centrum Zagrzebia i w ogrodzie pokazywano za opłatą zwierzęta z Ogrodu Zoologicznego.
Na terenie ogrodu umieszczono wiele obecnie zabytków architektury jak np. pochodzący z 1926 roku zbudowany z kamieni wybieg dla niedźwiedzia lub wilka nazywany "zaczarowanym dziedzińcem". Na brzegu jeziora znajdują się rzeźby m.in. posąg Egipcjanina lub neapolitańskiego rybaka.
Od 1990 roku jest prowadzona przebudowa ogrodu. Zagreb Zoo jest członkiem zarówno Europejskiego jak i Światowego Stowarzyszenia Ogrodów Zoologicznych i Akwariów i uczestniczy programie ochrony w europejskich gatunków zagrożonych.

## Organizacja
Zagrzebskie ZOO jest podzielone na sekcje m. in Insektarium, Afrykańska Wioska, sekcję australijską oraz Dziecięce Zoo, gdzie dzieci mogą mieć bezpośredni kontakt z wybranymi zwierzętami. 